# Canzoni alla Stadio 2
Canzoni alla Stadio 2 è la seconda raccolta degli Stadio, pubblicata su LP (cat. PL 75039) e CD (cat. PD 75039) dalla Ritzland Records e distribuita dalla BMG Ariola nel 1991.

## Il disco
Il disco fu stampato e commercializzato - senza alcun consenso preventivo degli Stadio - dalla loro precedente label (Ritzland Records con distribuzione BMG Ariola), il cui intento era chiaramente quello di bissare il successo della prima raccolta, Canzoni alla Stadio.
La band non gradì l'operazione, avendo nel frattempo firmato per la Emi Italiana che, lo stesso anno, aveva già pubblicato l'album Siamo tutti elefanti inventati.

## I brani
Le due versioni (cd e lp) sono identiche, contenendo dodici brani in tutto, tutti già editi, estratti dai primi quattro lavori della band (Stadio del 1982, La faccia delle donne e Chiedi chi erano i Beatles del 1984, Canzoni alla Radio del 1986), dai quali aveva attinto anche la precedente raccolta, fatta eccezione per le canzoni Vai Vai e Che Sarà Di Noi, entrambe presenti nell'album Puoi fidarti di me (1989). 
La raccolta contiene anche i brani Vorrei e C'è, presenti nella sola versione in cd della precedente antologia.

## Tracce
- 1 - Navigando Controvento - 4:35 (da Stadio - 1982)
- 2 - Il Resto Conta Poco O Niente - 4:02 (da Canzoni alla radio - 1986)
- 3 - Ti Ho Inventata Io - 5:13 (da Canzoni alla radio - 1986)
- 4 - Incubo Assoluto - 4:27 (da Canzoni alla radio - 1986)
- 5 - Non Sai Cos'è - 4:12 (da La faccia delle donne - 1984)
- 6 - Ti Senti Sola - 4:10 (da La faccia delle donne - 1984)
- 7 - E' Stato Bellissimo - 3:43 (da Canzoni alla radio - 1986)
- 8 - Vorrei - 4:58 (da Chiedi chi erano i Beatles - 1984)
- 9 - Giacche Senza Vento - 4:11 (da Canzoni alla radio - 1986)
- 10 - C'è - 5:16 (da Canzoni alla radio - 1986)
- 11 - Che Sarà Di Noi - 3:44 (da Puoi fidarti di me - 1989)
- 12 - Vai Vai - 4:50 (da Puoi fidarti di me - 1989)